# Chromolaena tamaulipasensis
Chromolaena tamaulipasensis, biljna vrsta iz porodice glavočika nekada uključivana u vlastiti rod Viereckia kao V. tamaulipasensis. 

## Opis
King i Robinson rod Viereckia nisu smatrali dijelom Chromolaene jer njegov omotač od brakteja nije listopadni. Zajednički mu je goli stil, 5-rebrasta cipsela i papus s brojnim čekinjama koji se nalaze u tom rodu.

## Sinonimi
- Eupatorium tamaulipasense (R.M.King & H.Rob.) B.L.Turner in Phytologia 64: 13 (1988)
- Viereckia tamaulipasensis R.M.King & H.Rob. in Phytologia 31: 118 (1975)